# Gare de Vernaison
Gare de Vernaison vasútállomás Franciaországban, Vernaison településen.

## Vasútvonalak
Az állomást az alábbi vasútvonalak érintik:
- Moret–Lyon-vasútvonal

## Kapcsolódó állomások
A vasútállomáshoz az alábbi állomások vannak a legközelebb:
- Gare de Grigny-le-Sablon (Gare de Moret - Veneux-les-Sablons)